# Богданово (Вишневский сельсовет)
Богданово (бел. Багда́нава) — деревня в Воложинском районе Минской области Беларуси, в составе Вишневского сельсовета (до 2013 года входила в Богдановский сельсовет). Население 120 человек (2009).

## География
Деревня находится на западной оконечности Минской области рядом с границей с Гродненской областью. Богданово находится в 10 км к северо-западу от центра сельсовета деревни Вишнево и в 30 км к северо-западу от райцентра, города Воложин.
В двух километрах восточнее деревни находится агрогородок Богданов с ж/д станцией на линии Молодечно — Лида.
Через Богданово проходит автодорога Воложин — Гольшаны.

### Гидрография
Через деревню протекает река Гольшанка (бассейн Немана).

## История

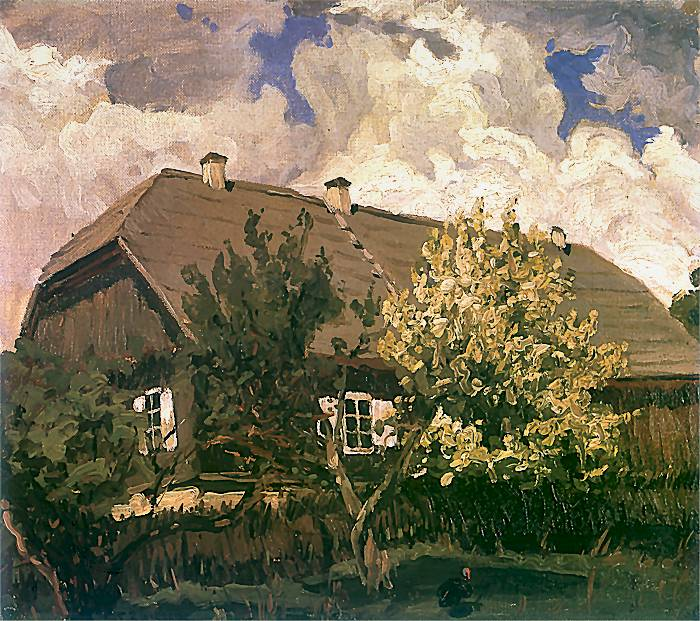
Усадебно-парковый комплекс Рущицей

Богданово известно со второй половины XVI века, названо по имени Богдана Сапеги. В 1653 году имение перешло к Барбаре Воллович, затем ею владели Пацы, Даниловичи, Чеховичи, а в XVIII веке Богданово перешло к Рущицам — в 1839 году приобрёл адвокат Фердинанд Рущиц – дед будущего живописца Фердинанда Рущица.
В конце XVIII — начале XIX века здесь была возведена дворянская усадьба (не сохранилась). В Богданово родился и умер художник Фердинанд Рущиц, его могила находится на деревенском кладбище.
В 1844 году был возведён деревянный католический храм, изображённый на картине Ф. Рущица «У костела» (1899 г). Этот храм сгорел в Великую Отечественную войну. После войны был построен новый деревянный костёл, но и его разобрали в 80-х годах XX века. В 1999 году на том же месте был выстроен уже третий храм, на этот раз из силикатного кирпича. Рядом была построена деревянная колокольня.
В Национальном художественном музее Республики Беларусь имеется картина Фердинанда Рущица «У костёла», запечатлевшая деревянный богдановский костёл, на месте которого сейчас стоит сложенная из белого кирпича святыня.
До 28 июня 2013 года деревня входила в состав Богдановского сельсовета.

## Население

### Численность
- 2009 год — 120 человек

### Динамика
- XIX век:
  - 1897 — 31 двор, 190 жителей, в мызе — 4 двора, 42 жителя.
- XX век:
  - 1904 — 163 жителя, в имении Богданаво (он же Рушница) — 9 жителей, в бывшей карчме Богданово — 9 жителей.
  - 1908 — 185 жителей.
  - 1921 — 39 дворов, 180 жителей, в фольварке — 17 дворов, 81 житель.
  - 1940 — 43 двора, 280 жителей, в имении — 7 дворов, 78 жителей, на железнодорожной станции — 22 двора, 115 жителей.
  - 1959 — 277 жителей, на станции — 158 жителей.
  - 1994 — 72 двора, 178 жителей.
- XXI век:
  - 2008 — 52 хозяйства, 129 жителей.
  - 2009 — 120 человек.

## События и мероприятия
В сентябре 2000 года в бывшем имении Богданов проводился Международный пленэр, посвящённый 130-летию со дня рождения Ф.Рущица. В нём участвовали потомки мастера, приехавшие из Варшавы, а также известные белорусские художники.

## Достопримечательности
- Фрагменты бывшей усадьбы художника Ф. Рущица (1783)[5]: фрагменты парка, который формировался как усадебный сад в конце XVIII в., место захоронения Ф. Рущица, территория бывшего костёла, фрагменты коровника —  Историко-культурная ценность Республики Беларусь, шифр 613Г000080.
  - Фрагменты парка
  - Место захоронения Ф. Рущица. Могила художника, графика, театрального декоратора и педагога Фердинанда Эдуардовича Рушчица (1870—1936). Родился в имении Богданово. Ученик художников И. Шишкина и А. Куинджи
  - Территория бывшего костёла
  - Фрагменты ледовни и коровника
- Католический храм Святого Михаила Архангела (1994—1999). Построен в 1999 году на месте двух предыдущих храмов.

### Памятник, скульптура
- Памятник Ф. Рущицу

### Утраченное наследие
- Костёл Святого Михаила Архангела (1844), сгорел в Великую Отечественную войну.
- Костёл Святого Михаила Архангела (1944), разобран вместе с колокольней в 1980-х гг.

## Галерея

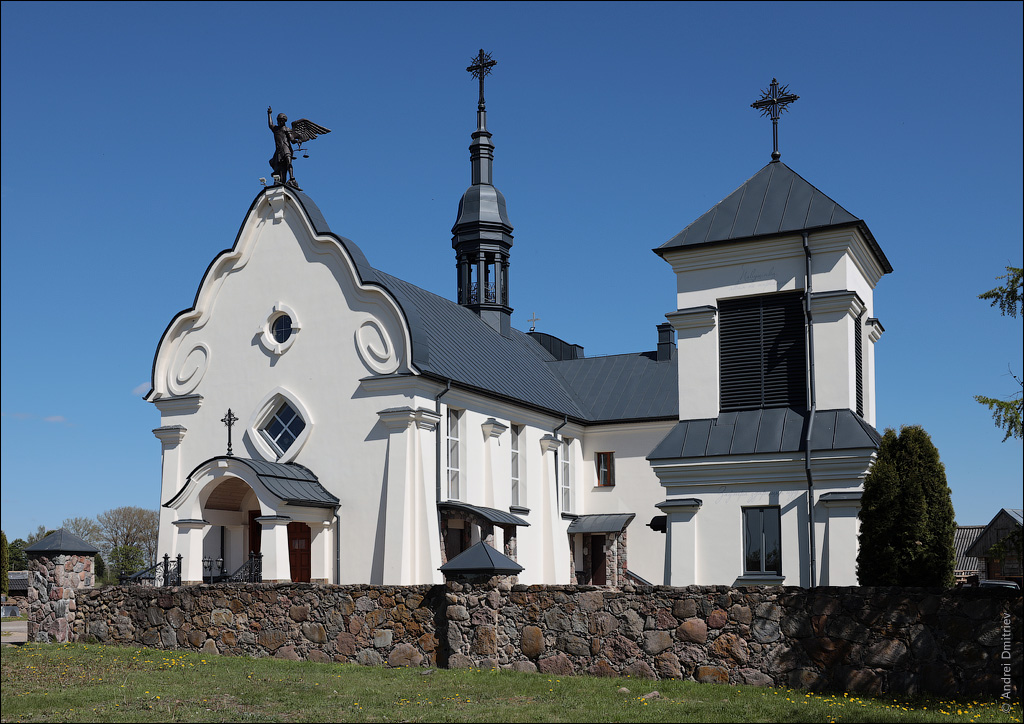
Католический храм Святого Михаила Архангела
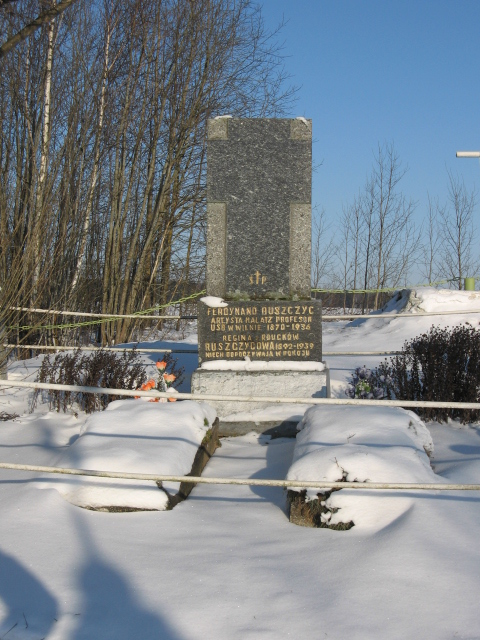
Могила Ф. Рушчица
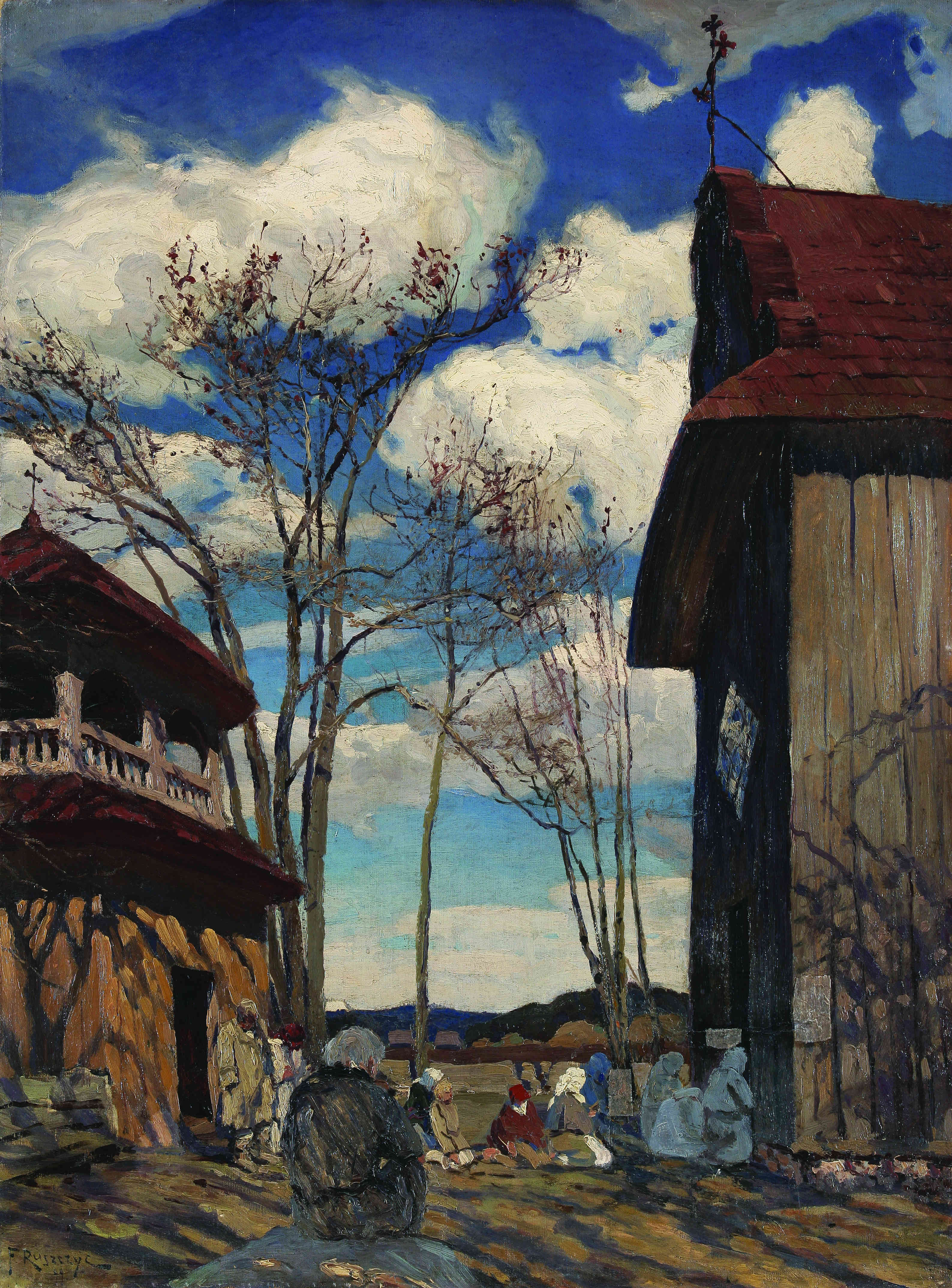
Ф. Рушчиц. У костёла
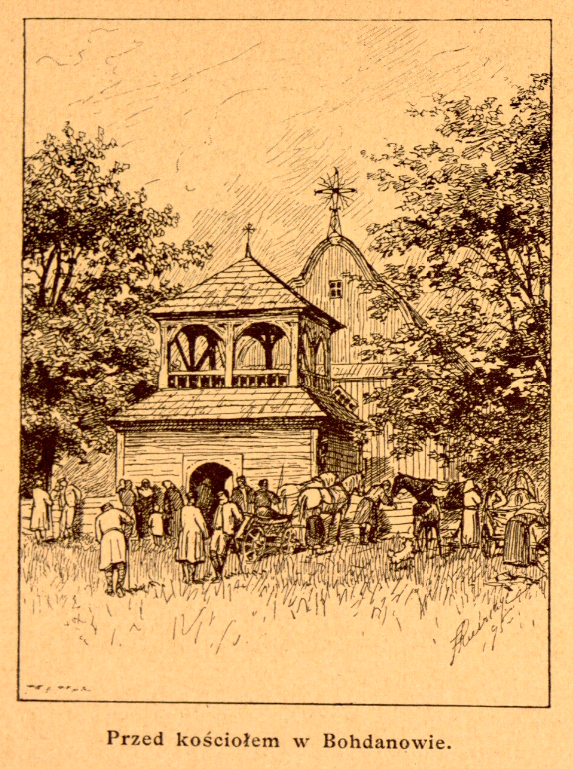
"Перед костёлом в Богданово"
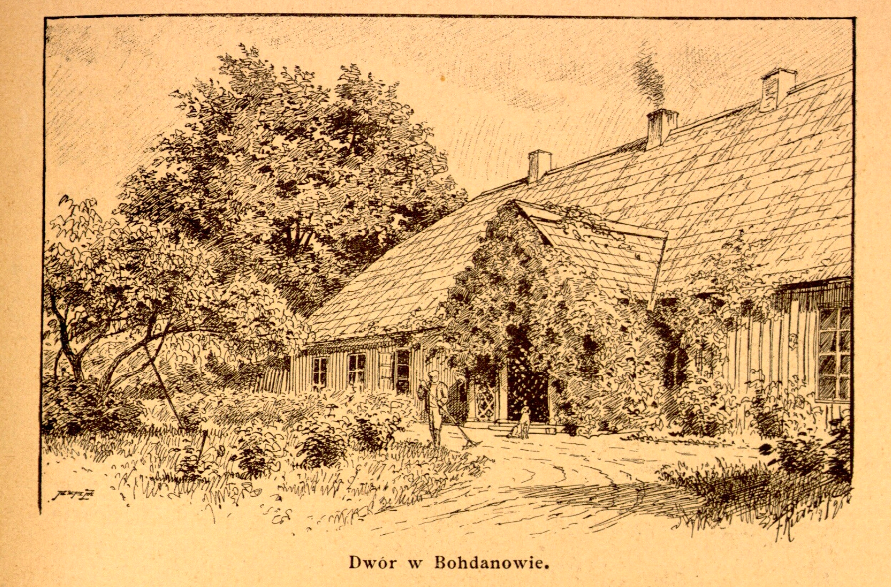
Усадьба Рущицей в Богданово

## Известные уроженцы
- Фердинанд Эдуардович Рущиц (1870—1936) — живописец, график, театральный декоратор и педагог. Родился в имении, которое располагалось около деревни, захоронен на деревенском кладбище.